# Дробишівське газоконденсатне родовище
Дробишівське газоконденсатне родовище — належить до Співаківського газоносного району Східного нафтогазоносного регіону України.

## Опис
Розташоване в Краматорському районі Донецької області. В тектонічному відношенні приурочене до південно-східної центрикліналі ДДЗ і входить до складу Торсько-Дробишевського валу. Знаходиться в розробці.